# サンフロント21懇話会
サンフロント21懇話会（サンフロント にじゅういち こんわかい）とは、静岡県東部地域の活性化を目指して提言を行う、地元産業界と経済界、自治体、および国・県関連の機関による有識者懇談会。
1994年（平成6年）12月に静岡新聞社東部総局ビル（サンフロント）の開設を機に静岡新聞社を幹事として設立され、これまでに沼津駅北の大型展示施設「キラメッセぬまづ」の開設や、静岡県東部政令指定都市構想などを提言している。